# Бил Гејтс
Вилијам Хенри Гејтс III (енгл. William Henry Gates III; Сијетл, 28. октобар 1955), познатији као Бил Гејтс, амерички је предузетник, оснивач и бивши генерални директор и председник Мајкрософта и филантроп. Заједно са Полом Аленом је основао Мајкрософт, где је донедавно био председавајући управног одбора и главни софтверски архитекта. Током своје каријере у Мајкрософту, Гејтс је био на позицијама председника, главног извршног директора (ЦЕО), председника и главног софтверског архитекте, а истовремено је био и највећи појединачни акционар до маја 2014. Био је главни акционар. предузетник микрокомпјутерске револуције 1970-их и 1980-их.
Гејтс је рођен и одрастао у Сијетлу. Године 1975. он и Ален су основали Мајкрософт у Албукеркију, Нови Мексико. Мајкрософт је постала највећа светска компанија за софтвер за личне рачунаре. Гејтс је водио компанију као председник и извршни директор све до повлачења са места генералног директора у јануару 2000. године, наследио га је Стив Балмер , али је остао председник управног одбора и постао главни софтверски архитекта. Током касних 1990-их, био је критикован због своје пословне тактике , која се сматрала антиконкурентном. Ово мишљење је потврђено бројним судским пресудама. У јуну 2008. Гејтс је прешао на хонорарну улогу у Мајкрософту и посветио се послу у Фондацији Бил и Мелинда Гејтс, приватној добротворној фондацији коју су он и његова тадашња супруга Мелинда Гејтс основали 2000. Он је отишао. остао са места председника одбора Мајкрософта у фебруару 2014. и преузео нову функцију саветника за технологију како би подржао новоименованог генералног директора Сатију Наделa. У марту 2020. Гејтс је напустио своје позиције у одборима у Мајкрософту и Беркшир Хатавеју да би се фокусирао на своје филантропске напоре укључујући климатске промене , глобално здравље и развој и образовање.
Од 1987. Гејтс је уврштен на Форбсову листу најбогатијих људи на свету. Од 1995. до 2017. носио је Форбсову титулу најбогатије особе на свету сваке године осим од 2010. до 2013. У октобру 2017. надмашио га је оснивач и извршни директор Амазона Џеф Безос , који је имао процењену нето вредност од 90,6 милијарди долара у поређењу са Гејтсовом нето вредношћу од 89,9 милијарди долара у то време. Од јануара 2022. Гејтс је имао процењену нето вредност од 139 милијарди долара, што га чини четвртом најбогатијом особом на свету.
Касније у својој каријери и откако је напустио свакодневне операције у Мајкрософту 2008. године, Гејтс се бавио многим пословним и филантропским подухватима. Дао је знатне количине новца разним добротворним организацијама и научноистраживачким програмима преко Бил и Мелинда Гејтс фондације, за коју се наводи да је највећа приватна добротворна организација на свету. Преко фондације је водио кампању вакцинације почетком 21. века која је значајно допринела искорењивању дивљег полиовируса у Африци. Године 2010. Гејтс и Ворен Бафет су основали The Giving Pledge, чиме се они и други милијардери обавезују да ће дати најмање половину свог богатства филантропији.

## Детињство
Гејтс је рођен у имућној породици, као друго од троје деце Вилијама Х. Гејтса, истакнутог адвоката, и Мери Максвел Гејтс која је радила за директоре Прве међудржавне банке. Његов деда Џ. В. Максвел био је председник Националне банке. Бил Гејтс има две сестре, старију, Кристијан, и млађу, Либи. 
Рано у свом животу, Гејтс је приметио да његови родитељи желе да он настави адвокатску каријеру. Када је био млад, његова породица је редовно посећивала цркву конгрегационих хришћанских цркава , протестантске реформисане деноминације. Гејтс је био мали за своје године и био је малтретиран као дете. Породица је подстицала конкуренцију; један посетилац је рекао да "није било важно да ли су у питању срца или лоптица или пливање до дока; увек је постојала награда за победу и увек је постојала казна за губитак".
Гејтс је био одличан ученик у основној школи, посебно у математици и природним наукама. Са тринаест година уписао се у школу Лејксајд, најистакнутију основну школу у Сијетлу. Када је био у осмом разреду, школа је купила ASR терминал и закупила време на рачунару Џенерал Електрика, и тада се Гејтс заинтересовао за систем GE у Бејзику и био је ослобођен са часова математике да би се бавио својим интересовањем. После неког времена, он и још неки ученици су почели да раде и на другим системима, као што су мини-рачунари DEC PDP. Један од ових био је и PDP-10, који је припадао корпорацији Рачунарски центар (енгл. Computer Center, CCC). Тој корпорацији су ученици Лејксајда (Бил Гејтс, Пол Ален, Рик Вајланд и Кент Еванс) понудили да пронађу кварове у софтверу у замену за слободно коришћење њихових рачунара. Гејтс је ту проучавао изворне кодове за покретање програма у систему, не само у Бејзику, већ и у Фортрану, Lispу и у машинском језику. Након распада Рачунарског центра 1970. године, компанија Рачунарске науке (енгл. Computer Sciences Inc.) је унајмила ученике Лејксајда да напишу програм за платне спискове на Коболу, за шта су и добили први хонорар. Са 14 година Гејтс и Ален су направили бројаче промета засноване на процесору Интел 8008 под именом Traf-O-Data. Прве године рада су зарадили 20.000 долара, али је посао пропао због тога што су били малолетни.
Бил Гејтс је уписао Универзитет у Харварду у јесен 1973. године намеравајући да добије диплому права. Тамо је и упознао свог будућег пословног партнера Стива Балмера.

## Мајкрософт
Године 1975, након читања јануарског издања часописа Popular Electronics, у којем је представљен Алтаир 8800 (енгл. Altair 8800) Гејтс је контактирао МИТС (енгл. Micro Instrumentation and Telemetry Systems), да би ствараоце новог микрорачунара обавестио да су он и његове колеге радили на Бејзик интерпретатору. У ствари, Гејтс и Ален нису имали ништа за Алтер и нису написали кôд за њега, али су хтели да заинтересују МИТС. Председник МИТС-а Ед Робертс се сложио да се састане са њима, а они су за пар недеља успели да развију емулатор Алтера за микрорачунаре, а онда и Бејзик интерпретатор. Уследило је склапање уговора са МИТС-ом у вези са производњом интерпретатора Алтер Бејзик. Гејтс је одсуствовао са Харварда да би радио са Аленом у МИТС-у, и њих двојица су основали ортачку фирму под именом Мајкрософт.
Мајкрософтов Бејзик је постао популаран међу људима који су се бавили рачунарима, али је Гејтс открио да је верзија припремљена за продају процурела у јавност. У фебруару 1976. године Гејтс је захтевао да МИТС обустави производњу и дистрибуцију овог софтвера уколико он и његове колеге не буду исплаћени. Пошто његов став да творци софтвера имају право да захтевају новац није наишао на разумевање, крајем 1976. године Мајкрософт је постао независан од МИТС-а. Ипак, наставили су да развијају софтвер за програмске језике за различите системе.
Према Гејтсовим речима, првих година је свако у Мајкрософту често радио све послове, од пријема наруџбина до испорука. Бил Гејтс је водио послове, али и даље писао програме. У првих пет година лично је прегледао сваки ред кôда који је компанија пласирала, и често поново писао делове истог кôда, ако би мислио да тако треба.

## Партнерство са IBM-ом
Године 1980, IBM је затражио од Мајкрософта да направи интерпретер за Бејзик за њихов нови лични рачунар, IBM PC. Када су IBM-ови представници напоменули да им треба оперативни систем, Гејтс им је предложио компанију Диџитал Рисерч (енгл. Digital research, DRI), која је конструисала оперативни систем CP/M. Међутим, пошто између IBM-а и Диџитал Рисерча није дошло до договора, следеће што им је Гејтс предложио био је 86- DOS који је направила компанија Сијетл рачунар продактс (енгл. Seattle Computer Products, SCP). Мајкрософт је направио договор са Сијетл рачунар продактсом да постане њихов ексклузивни заступник, а касније и власник 86-DOS-а, али није споменуо да је IBM потенцијални купац. После прилагођавања оперативног система за личне рачунаре, Мајкрософт га је однео у IBM под називом PC-DOS у замену за до тада невиђен хонорар.
Како је неколико компанија прекопирало структуру IBM-а и направило клонове, Мајкрософт је решио да за друге заинтересоване стране направи лиценцу за DOS, под новим именом MS DOS (енгл. Microsoft Disk Operating System). Тим потезом, Мајкрософт је од малог играча постао један од најбитнијих у рачунарској индустрији, и наставио да развија и друге оперативне системе, као и софтверске апликације.

## Windows
Почетком 1980-их година Мајкрософт је приказао своју верзију графичког корисничког интерфејса који је базиран на идејама корпорације Зирокс, а касније развијен од стране компаније Епл (енгл. Apple). Мајкрософт је избацио на тржиште Windows као додатак и алтернативу DOS-у, и тиме постао конкуренција другим ствараоцима сличног система. До почетка 1990-их Windows је са тржишта избацио друге графичке системе базиране на DOS-у, као што су Гем и Геос. Нова верзија, Windows 3.0, 1990. године је постигла огроман успех и била продата у 10 милиона копија за само две године. Тако је Мајкрософт постао доминантан произвођач у продаји оперативних система.
Када је било осигурано да највећи број рачунара долази на тржиште са већ инсталираним Windows-ом, Мајкрософт је постао највећа корпорација за производњу софтвера на свету, а Гејтс један од најбогатијих људи на свету. Гејтс је радио као извршни директор компаније до 2000. године када је на то место дошао Стив Балмер. Мајкрософт има на хиљаде патената, а девет њих је регистровано на Гејтсово име.

## Стратегија и пословање
Од оснивања Мајкрософта 1975. године, до 2006. Бил Гејтс је имао примарну одговорност за стратегију развоја производње те компаније. Он је агресивно ширио лепезу производа компаније, и где год да је Мајкрософт постигао доминантну позицију, он ју је снажно бранио. Многе одлуке које је он одобрио довеле су до неповерења и спорова. 1998. године вођен је чак и судски процес против Мајкрософта, где је пресуђено да је Мајкрософт учествовао у монополизацији и ограничавању, блокирању конкуренције и тиме довео до грубог кршења закона (Шермановог акта).
Бил Гејтс се редовно састаје са вишим директорима и менаџерима. Дешава се да у току ових састанака дође до великих сукоба, посебно ако Гејтс сматра да директори нису добро осмислили посао, или да су довели компанију у ризичну ситуацију.
Гејтсова улога у Мајкрософту била је примарна и извршна улога у управи. Ипак, он је био активни творац софтвера ранијих година, посебно у пројектима компаније везаним за програмске језике. Званично није у развијачком тиму од рада на пројекту TRS-80 Model 100 line, али је написао и кôд 1989. године који је пласиран као пројекат компаније.
Дана 15. јуна 2006. Гејтс је објавио да ће се од јула 2008. године делимично повући из Мајкрософта, да би се посветио хуманитарном раду, али да ће остати на врху фирме. Гејтс је навео да је на ту његову одлуку највише утицао Ворен Бафет. Свој посао је поделио између двојице успешних људи. Реј Ози ће бити задужен за дирекцију, а Крег Манди за дугорочну стратегију производње. Једна од његових последњих иницијатива пре ове објаве била је стварање роботичке софтверске групе у Мајкрософту.

## Приватни живот
Бил Гејтс се 1. јануара 1994. године у Даласу оженио Мелиндом Френч. Имају троје деце — Џенифер Катарину, Рори Џона и Фиби Адел Гејтс. Њихова породична кућа у Медини (у Вашингтону) је једна од најскупљих кућа на свету. 2006. године укупна вредност њиховог имања процењена је на 125 милиона долара.
Бил Гејтс је од 1995. до 2006. године био на првом месту на листи најбогатијих људи на свету, магазина Форбс са укупним капиталом од око 50 милијарди америчких долара. 1999. године, његово богатство је износило чак 100 милијарди америчких долара. Од 2000. године његово богатство се смањило, једним делом због пада номиналне вредности његовог удела у Мајкрософту након „дот ком пропасти“ (енгл. Dot com bubble), као и због неколико милијарди америчких долара које је дао својим добротворним фондацијама.
Гејтс поред Мајкрософта има још неколико инвестиција. У 1989. години је основао Корбис, компанију која се бави дигиталним сликама. У 2004. постао је директор Беркшир Хедевеја, инвестиционе компаније која је под руководством његовог дугогодишњег пријатеља Ворена Бафета. Такође је и клијент Каскејд Инвестмент групе.
Године 2000. је са својом супругом основао фондацију „Бил и Мелинда Гејтс“, добротворну организацију. Фондација се бави обезбеђивањем школарина сиромашним мањинама, борбом против сиде, болестима које преовлађују у земљама трећег света, као и другим циљевима. У 2000. години фондација је дала Универзитету у Кембриџу 210 милиона долара за Гејтс Кембриџ школарине. Дала је и једну милијарду долара у фонд „Јунајтед негро колеџ“. Један од примарних интереса Била Гејтса је побољшање државних школа. По извештајима магазина Форбс, Гејтс је до сада дао више од 29 милијарди долара у добротворне сврхе.

## Награде и признања
Магазин Тајм навео је Била Гејтса као једног од сто најутицајнијих људи у 20. веку. Тајм је 2005. године такође прогласио њега и његову супругу Мелинду за људе године због њиховог хуманитарног рада. Исте те године проглашен је и за почасног витеза реда Британског краљевства од стране Краљице Елизабете II.
У мају 2006. фондација Гејтсових је добила награду Príncipe de Asturias en Cooperación Internacional као признање њиховом добротворном раду. У новембру исте године примили су награду Реда астечког орла због њиховог хуманитарног рада у областима здравства и образовања, посебно у Мексику. Гејтсу су уручена и три почасна доктората: 2000. године од Нијенрод, пословног универзитета из Холандије, 2002. године од Краљевског института за технологију из Шведске и 2005. године од јапанског универзитата Васеда.